# Лукас (Вісконсин)
Лукас (англ. Lucas) — місто (англ. town) в США, в окрузі Данн штату Вісконсин. Населення — 698 осіб (2020).

## Демографія
Згідно з переписом 2010 року, у місті мешкали 764 особи в 292 домогосподарствах у складі 214 родин. Було 316 помешкань
Расовий склад населення:
| - 98,0 % — білих - 0,8 % — азіатів |

До двох чи більше рас належало 1,0 %. Частка іспаномовних становила 1,4 % від усіх жителів.
За віковим діапазоном населення розподілялося таким чином: 24,2 % — особи молодші 18 років, 63,2 % — особи у віці 18—64 років, 12,6 % — особи у віці 65 років та старші. Медіана віку мешканця становила 41,5 року. На 100 осіб жіночої статі у місті припадало 113,4 чоловіків;  на 100 жінок у віці від 18 років та старших — 112,9 чоловіків також старших 18 років.
Середній дохід на одне домашнє господарство  становив 71 013 долари США (медіана — 62 404), а середній дохід на одну сім'ю — 77 449 доларів (медіана — 66 875). Медіана доходів становила 51 667 доларів для чоловіків та 41 875 доларів для жінок. За межею бідності перебувало 3,6 % осіб, у тому числі 6,7 % дітей у віці до 18 років та 3,3 % осіб у віці 65 років та старших.
Цивільне працевлаштоване населення становило 343 особи. Основні галузі зайнятості: виробництво — 23,0 %, освіта, охорона здоров'я та соціальна допомога — 16,9 %, роздрібна торгівля — 11,1 %, транспорт — 9,0 %.